# Guerra bizantino-sassânida de 572–591
A Guerra bizantino-sassânida de 572–591 foi um conflito travado entre o Império Sassânida e o Império Bizantino, iniciado principalmente por conta de revoltas pró-bizantinas em algumas regiões do Cáucaso que estavam sob hegemonia persa, embora outros eventos tenham contribuído para a escalada das hostilidades. As lutas se confinaram principalmente às regiões do sul do Cáucaso e Mesopotâmia, embora alguns combates tenham se estendido para a Anatólia oriental, a Síria e o norte do Irã. Esta guerra se insere no contexto de uma intensa sequência de conflitos entre os dois impérios que ocupou grande parte do século VI e o início do VII. Foi também a última das muitas guerras entre os dois a seguir um padrão de combates confinados às províncias fronteiriças sem nenhum dos lados conseguir efetivar uma efetiva conquista de territórios inimigos para além dessa zona de fronteira. Ela precedeu uma guerra muito maior e de final mais dramático no início do século VII.

## Início das hostilidades
Uma década depois da Paz de 50 anos assinada em 561, as tensões voltaram a crescer em todos os pontos de contato entre as esferas de influência dos dois impérios, como já havia acontecido na guerra anterior na década de 520. Em 568-569, os bizantinos estavam envolvidos em negociações, em última análise, infrutíferas (cf. a embaixada de Zemarco), com os goturcos para uma aliança contra os persas; em 570, os sassânidas invadiram o Iêmem, expulsando os axumitas aliados dos bizantinos e restaurando o Reino Himiarita como um estado vassalo; em 570-571, os clientes árabes dos sassânidas, os lacmidas, lançaram raides contra o território bizantino, embora em ambas as ocasiões tenham sido derrotados pelos gassânidas, o clientes árabes cristãos dos bizantinos; em 570, os bizantinos firmaram um pacto secreto para apoiar uma revolta armênia contra os sassânidas, que irrompeu em 571 e foi acompanhada por outra revolta no Reino da Ibéria.
No inicio de 572, os armênios, sob Vardanes III Mamicônio, derrotaram o governador persa da Armênia e capturaram seu quartel-general em Dúbio; os sassânidas logo retomaram a cidade, mas logo depois ela caiu novamente frente às forças combinadas de bizantinos e armênios, iniciando o conflito aberto entre as potências. Apesar das frequentes revoltas no século V, os armênios sempre foram leais aos seus senhores persas durante as guerras do século VI, ao contrário dos seus vizinhos e também cristãos da Lázica e Ibéria. Ao se juntar aos ibéricos, os lazes e os bizantinos numa coalização cristã na região, os armênios mudaram dramaticamente o balanço de poder no Cáucaso e ajudaram as forças bizantinas a levar a guerra até as profundezas do território persa, algo que anteriormente havia sido impossível na região: as forças bizantinas chegaram a invadir regiões tão distantes quanto a Albânia (atual Azerbaijão) e chegaram até mesmo a passar o inverno lá.

## Queda de Dara
Na Mesopotâmia, porém, a guerra começou de forma desastrosa para os bizantinos. Após uma vitória em Sargato em 573, ele iniciaram um cerco a Nísibis (atual Nusaybin) e chegaram a ponto de capturá-la, o principal bastião das defesas fronteiriças persas, quando uma repentina demissão do general Marciano levou a uma retirada desorganizada. Aproveitando-se da confusão entre os bizantinos, Cosroes I (r. 531–579) rapidamente contra-atacou e circundou Dara, capturando a cidade após um cerco de seis meses. Ao mesmo tempo, um exército persa menor, liderado por Adarmanes, arrasou a Síria e saqueou Apameia e diversas outras cidades. Para piorar a situação, em 572 o imperador bizantino Justino II (r. 565–578) ordenou o assassinato do rei gassânida Alamúndaro III e, como o atentado fracassou, a aliança entre gassânidas e bizantinos foi desfeita e deixou a fronteira bizantina no deserto desprotegida.
A queda de Dara, a principal fortaleza bizantina na Mesopotâmia, supostamente levou Justino II à loucura e o controle do império passou para sua esposa Sofia e Tibério II. Os novos regentes concordaram em pagar 45 000 nomismas por uma trégua de um ano e, logo em seguida, a estenderam para cinco anos através de um pagamento anual de 30 000 nomismas. Porém, estas tréguas se aplicavam unicamente ao front mesopotâmico; no Cáucaso, a guerra continuava.

## Última campanha de CosroesI

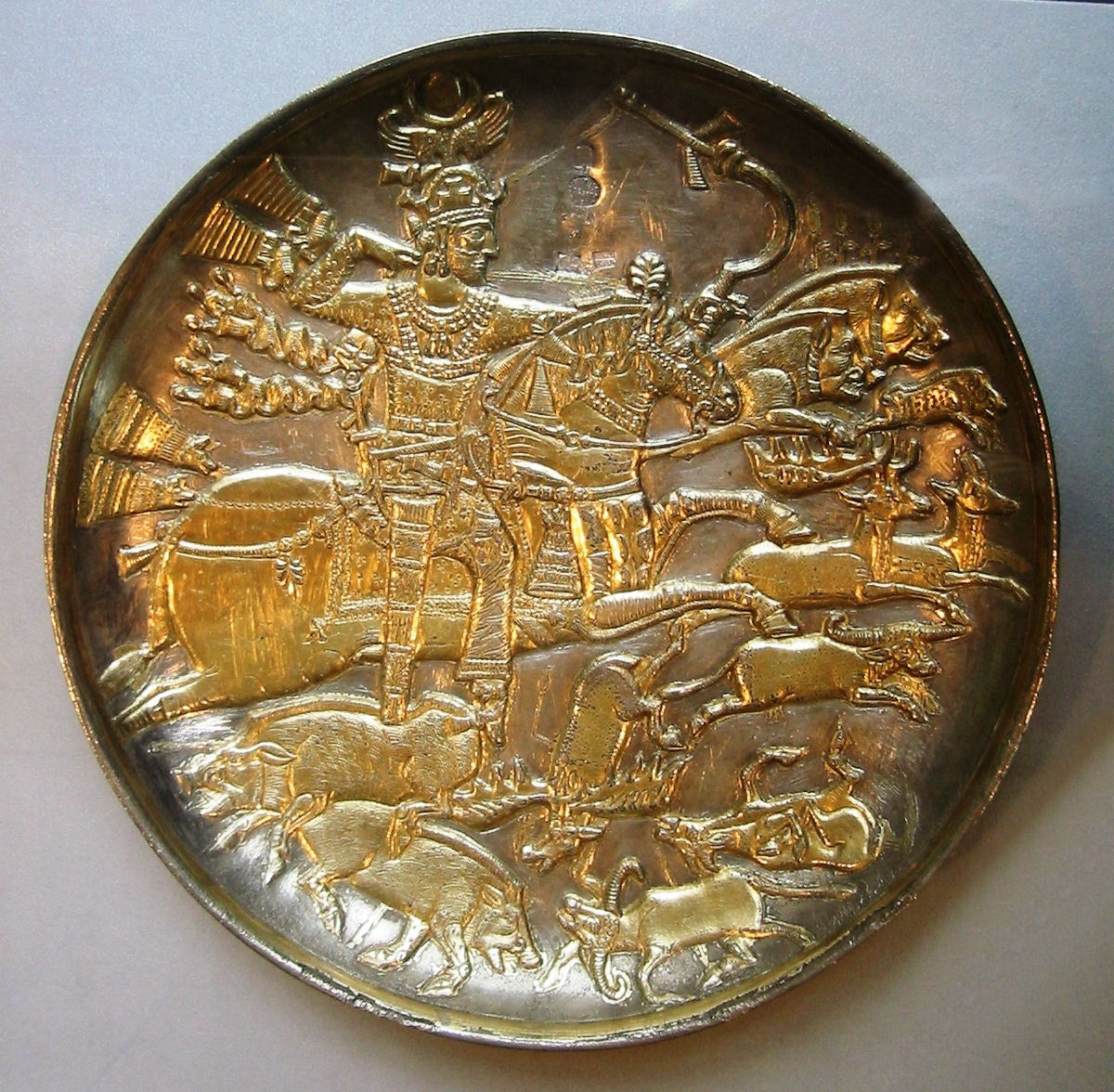
.
século VII. Arte sassânida.

Em 575, os bizantinos conseguiram acertar suas diferenças com os gassânidas e a nova aliança rapidamente se mostrou importantíssima quando os gassânidas saquearam a capital lacmida, Hira. No mesmo ano, as forças bizantinas tiraram vantagem da situação favorável no Cáucaso para lançar uma campanha contra a Albânia e assegurar a prisão de alguns reféns entre as tribos locais. Em 576, Cosroes I iniciou a campanha que seria sua última e também uma das mais ambiciosas, lançando um ataque de longa distância através do Cáucaso para dentro da Anatólia, onde os exércitos persas não pisavam desde os tempos de Sapor I (r. 240–270). Sua tentativa de atacar Teodosiópolis e Cesareia foram infrutíferas, mas ele conseguiu saquear Sebasteia antes de ser forçado a recuar. No caminho de volta, ele foi interceptado e sofreu uma séria derrota perto de Melitene nas mãos do general Justiniano, o mestre dos soldados do Oriente (magister militum per Orientem); saqueando a cidade de Melitene enquanto fugia, seu exército sofreu novas derrotas quando tentou cruzar o Eufrates sob ataque bizantino. Cosroes supostamente ficou tão abalado pelo fiasco e por quase não ter conseguido escapar que estabeleceu uma lei que proibia qualquer de seus sucessores de liderar o exército pessoalmente, exceto quando estivesse enfrentando um outro monarca também comandando seu exército pessoalmente.
Os bizantinos exploraram a desorganização dos persas e realizaram profundos raides na Albânia e no Azerbaijão, chegando a atravessar o mar Cáspio para atacar o norte do Irã e a passar o inverno na região para poder continuar a campanha no início do verão de 577. Cosroes agora queria a paz, mas uma vitória na Armênia de seu general Tamcosroes sobre seu nêmesis Justiniano reforçou sua convicção e a guerra continuou.

## Guerra retorna à Mesopotâmia
Em 578, a trégua na Mesopotâmia terminou e o foco principal da guerra novamente voltou para a região. Por conta de raides persas na Mesopotâmia, o novo mestre dos soldados do Oriente, Maurício, contra-atacou com seus próprios raides de ambos os lados do Tigre, capturou a fortaleza de Afumo e saqueou Singara. Cosroes mais uma vez buscou a paz em 579, mas morreu antes que um acordo pudesse ser alcançado. Seu sucessor, Hormisda IV (r. 579–590), interrompeu as negociações. Em 580, os gassânidas conseguiram mais uma vitória sobre os lacmidas, enquanto os raides bizantinos continuavam a penetrar a leste do Tigre. Porém, por volta desta época, o futuro Cosroes II foi encarregado da situação na Armênia, onde ele conseguiu convencer a maior parte dos líderes rebeldes a voltarem para a aliança com os sassânidas, permanecendo apenas a Ibéria leal aos bizantinos. No ano seguinte, uma ambiciosa campanha ao longo do Eufrates por forças bizantinas, comandadas por Maurício, e gassânidas, sob Alamúndaro III, não conseguiram nenhum avanço, ao passo que os persas de Adarmanes conseguiram arrasar a Mesopotâmia numa devastadora campanha. Maurício e Alamúndaro se culparam entre si pelas dificuldades e suas recriminações mútuas levaram à prisão do rei gassânida no ano seguinte por suspeita de traição, o que resultou numa guerra entre os bizantinos e seus antigos aliados e marcou o início do fim do Reino Gassânida.

## Impasse

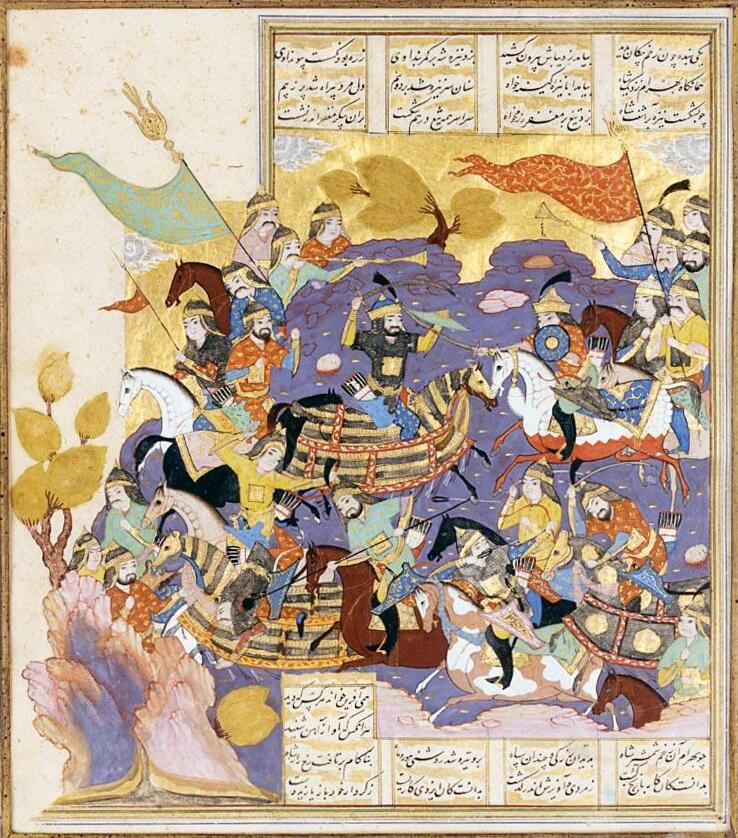
Batalha entre e.
Iluminura turca do século XVI

Em 582, após uma vitória em Constantina sobre Adarmanes e Tamcosroes, na qual este último foi morto, Maurício (r. 582–602) foi aclamado imperador após a morte de Tibério II (r. 574–582). A vantagem conquistada em Constantina foi logo perdida mais tarde no mesmo ano quando seu sucessor como mestre dos soldados do Oriente, João Mistacão, foi derrotado às margens do rio Ninfeu por Cardarigano. A guerra continuou indecisivamente durante a década de 580, com raides e contra-raides intercalados por infrutíferas tentativas de paz; a única batalha importante foi a vitória bizantina na Batalha de Solacão em 586.
A prisão do sucessor de Alamúndaro, Naamanes VI, pelos bizantinos, em 584, levou à fragmentação do Reino Gassânida, que reverteu para uma coalização tribal frágil e jamais reconquistou seu poder anterior. Em 588, um motim pelas tropas bizantinas, sem pagamento, contra seu novo comandante, Prisco, pareceu ser a chance que os sassânidas esperavam para conseguir sair do impasse, mas os próprios amotinados ajudaram a repelir a ofensiva persa; após uma derrota subsequente em Tsalcajur, os bizantinos conseguiram uma nova vitória em Martirópolis. Neste ano, um grupo de prisioneiros que haviam sido presos na queda de Dara quinze anos antes escaparam de suas prisões no Cuzestão e lutaram seu caminho de volta ao império.

## Guerra civil na Pérsia
Em 589, o curso da guerra foi subitamente alterado. Na primavera, o motim por conta dos pagamentos das tropas foi resolvido, mas Martirópolis caiu para os persas através da traição de um oficial chamado Sitas e as tentativas de retomá-la foram todas fracassadas, mesmo tendo eles vencido a Batalha de Sisaurano naquele mesmo ano. Enquanto isso, no Cáucaso, as ofensivas bizantino-ibéricas foram repelidas pelo general persa Vararanes, que fora recentemente transferido da Ásia Central, onde ele conseguira finalmente terminar o conflito contra os goturcos satisfatoriamente.
Porém, após ele ser derrotado pelos bizantinos comandados por Romano às margens do Araxes, Vararanes foi jocosamente demitido por Hormisda IV. O general, furioso com a humilhação, iniciou uma revolta que logo conseguiu o apoio da maior parte do exército sassânida. Alarmado com o avanço de Barã, em 590 os membros da corte persa derrubaram e mataram Hormisda, colocando seu filho no trono com o nome de Cosroes II (r. 590–628). Vararanes continuou avançando mesmo assim e derrotou Cosroes, que foi forçado a fugir para o território bizantino, deixando o trono para o general, que se autoproclamou Vararanes VI, a primeira vez que o governo da dinastia sassânida foi interrompida desde a fundação do império. Com o apoio do imperador bizantino Maurício, Cosroes iniciou a campanha para recuperar seu trono, conseguindo o apoio do principal exército persa em Nísibis (atual Nusaybin) e retornando Martirópolis para seus antigos donos bizantinos.
No início de 591, um exército enviado por Vararanes foi derrotado pelos aliados de Cosroes perto de Nísibis, e Ctesifonte foi subsequentemente tomada para Cosroes por Mabodes. Tendo devolvido Dara aos bizantinos, Cosroes e o mestre dos soldados do Oriente, Narses lideraram um exército combinado de bizantinos e tropas persas da Mesopotâmia até o Azerbaijão para confrontar Vararanes, enquanto que um segundo exército bizantino, sob o mestre dos soldados da Armênia João Mistacão armavam um movimento de pinça a partir do norte. Na Batalha do Blaratão, perto de Ganzaca, eles derrotaram inequivocamente Vararanes, restaurando Cosroes II ao poder e encerrando a guerra com os bizantinos.

## Consequências
Com um papel vital na restauração de Cosroes II ao trono, os bizantinos se viram numa posição dominante em suas negociações com a Pérsia. Cosroes não apenas devolveu Dara e Martirópolis em troca do apoio de Maurício, como também concordou numa nova partição do Cáucaso pela qual os sassânidas entregaram aos bizantinos muitas cidades, incluindo Tigranocerta, Manzicerta, Valarsacerta, Bagarana, Valarsapate, Erevã, Ani, Carse e Zarixata. A maior parte do Reino da Ibéria, incluindo as cidades de Ardacane, Lorri, Dmanisi, Lomsia, Misqueta e Tôncio, se tornou um Estado-cliente dos bizantinos. Além disso, a cidade de Cítea foi cedida a Lázica, também um Estado dependente bizantino. Assim, a extensão do controle efetivo bizantino na região alcançou o seu zênite histórico. Além disso, ao contrário das tréguas e tratados de paz anteriores, que geralmente envolviam pagamentos monetários dos bizantinos, seja pela paz, pela devolução de territórios ou como uma contribuição para a defesa dos passos no Cáucaso, desta vez não houve nenhum pagamento, o que marcou uma grande alteração no balanço de poder.
O imperador Maurício se viu confortável até mesmo para conseguir resolver as omissões de seus antecessores nos Bálcãs, realizando várias campanhas na região. Porém, esta situação logo seria dramaticamente revertida, pois a aliança entre Maurício e Cosroes foi o estopim para uma nova guerra, apenas onze anos depois, e que teria consequências catastróficas para ambos os impérios.